# Julia Chmielnik
Julia Chmielnik (ur. 16 kwietnia 1981 w Łodzi) – kompozytorka, dyrygentka, wokalistka, trenerka dykcji i śpiewu, aktorka, wykładowczyni Akademii Teatralnej im. Aleksandra Zelwerowicza w Warszawie oraz Państwowej Wyższej Szkoły Filmowej, Telewizyjnej i Teatralnej im. Leona Schillera w Łodzi.

## Życiorys
Jej ojcem był aktor Jacek Chmielnik.
Julia Chmielnik w 2000 ukończyła Liceum Muzyczne w Krakowie w klasie rytmiki i fortepianu. W 2005 ukończyła studia na Akademii Muzycznej w Krakowie na Wydziale Twórczości, Interpretacji i Edukacji Muzycznej ze specjalizacją – prowadzenie zespołów wokalnych i wokalno-instrumentalnych. Dyrygenturę studiowała pod kierunkiem Stanisława Krawczyńskiego. W 2003 w ramach programu Sokrates studiowała śpiew i dyrygenturę na Universidade de Aveiro w Portugalii.
W 2004 zorganizowała Dni Muzyki Portugalskiej. Przegląd odbył się w Krakowie, z udziałem artystów portugalskich i polskich. Obejmował cykl wykładów, koncertów, wystawę fotografii i promocję kulturalno-turystyczną Portugalii.
W 2005 zadebiutowała jako aktorka główną rolą Sonii Walsk w polskiej prapremierze broadwayowskiego musicalu Grają naszą piosenkę Neila Simona i Marvina Hamlisha w Gliwickim Teatrze Muzycznym. Współpracowała z warszawskim Teatrem Kwadrat, gdzie przygotowywała m.in. oprawę muzyczną jubileuszu Jana Kobuszewskiego. W 2006 zagrała drugoplanową rolę (koleżanka Justyny) w serialu Będziesz moja.
W latach 2010–2013 współpracowała jako wykładowczyni dykcji i piosenki ze Szkołą Aktorską ROE w Warszawie. W 2013 rozpoczęła prowadzenie zajęć wokalnych „Czas na Muzykę” w Szkole Muzycznej w Warszawie. Była jurorką muzyczną w precastingach do programu telewizyjnego Must Be the Music. Tylko muzyka. Tworzyła oprawę muzyczną spektakli teatralnych i programów telewizyjnych, m.in. Sylwestra z Polsatem 2014/2015. Przygotowywała wokalnie uczestników w pierwszej, drugiej i trzeciej edycji programu Twoja twarz brzmi znajomo.

### Życie rodzinne
W latach 2009–2013 była żoną Huberta Urbańskiego, z którym ma córki Stefanię (ur. 2009) i Danutę (ur. 2011). W 2019 wyszła za mąż za Marcina Przybylskiego.